# USAR.NL

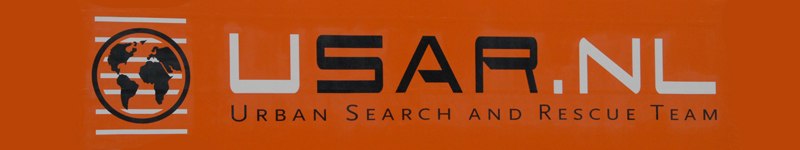

USAR.NL steht für Urban Search and Rescue der Niederlande mit Sitz in Zoetermeer.
Nach dem Erdbeben von Gölcük 1999, der Explosion der Feuerwerksfabrik von Enschede (2000) und der UN-Resolution 57/150 (2002) wurde beschlossen, eine spezielle Einheit aufzubauen, die den Richtlinien der International Search and Rescue Advisory Group entspricht. USAR.NL ist als Heavy USAR klassifiziert. Solche Einheiten sind auf den internationalen Einsatz nach Katastrophen, bei denen sehr viele zerstörte Strukturen zu finden sind, ausgerichtet.

## Geschichte
USAR.NL wurde 2003 aufgestellt. Mit Beschluss vom 1. Juli 2013 (zuletzt geändert am 11. März 2016) wurden Zuständigkeiten und Verantwortlichkeiten neu geregelt.

## Personalstärke und Struktur
USAR.NL zählt etwa 135 bis 150 Mitglieder. Es gibt vier Rettungsgruppen, eine Stabs- und Unterstützungsgruppe sowie eine Kommandogruppe. Ein Team besteht aus etwa 60 Personen. Geführt wird USAR.NL durch den Landelijk Commandant USAR.NL, derzeit (Stand: 2017) Peter Bos.

## Unterstellung
Bei Einsätzen im Land Niederlande untersteht USAR.NL dem Ministerie van Veiligheid en Justitie. Bei Einsätzen außerhalb der Niederlande untersteht USAR.NL dem Ministerie voor Buitenlandse Handel en Ontwikkelingssamenwerking (Ministerium für Außenhandel und Entwicklungszusammenarbeit) bzw. dem Ministerie van Buitenlandse Zaken.

## Einsätze (Auswahl)
Nach Alarmierung ist der Einsatz von USAR.NL innerhalb der (europäischen) Niederlande innerhalb von vier Stunden, außerhalb innerhalb von 24 Stunden gewährleistet.
- Erdbeben in Kaschmir 2005[8]
- Erdbeben in Haiti 2010[9]
- Erdbeben in Nepal 2015[10]
- Hurrikan Irma 2017, Sint Maarten[11][12]